# Secretario de Estado para la Guerra y las Colonias
El Secretario de Estado para la Guerra y las Colonias (en inglés: Secretary of State for War and the Colonies) fue un puesto de gabinete británico responsable del ejército y las colonias británicas (aparte de la India).
El Departamento se creó en 1801. En 1854, tras el estallido de la guerra de Crimea, se dividió en las oficinas separadas del Secretario de Estado para la Guerra y el Secretario de Estado para las Colonias. Este último cargo existió hasta 1966 y hoy la anterior área departamental de las colonias integra la estructura del Ministerio de Relaciones Exteriores y de la Mancomunidad de Naciones. El Secretario fue apoyado por un Subsecretario de Estado para Guerra y Colonias.